# NGC 5771
NGC 5771 est une galaxie elliptique située dans la constellation du Bouvier. Sa vitesse par rapport au fond diffus cosmologique est de 6 995 ± 11 km/s, ce qui correspond à une distance de Hubble de 103,2 ± 7,2 Mpc (∼337 millions d'al). NGC 5771 a été découverte par l'astronome germano-britannique William Herschel en 1784.
Selon la base de données Simbad, NGC 5771 est une galaxie LINER, c'est-à-dire une galaxie dont le noyau présente un spectre d'émission caractérisé par de larges raies d'atomes faiblement ionisés.
À ce jour, deux mesures non basées sur le décalage vers le rouge (redshift) donnent une distance de 92,450 ± 24,819 Mpc (∼302 millions d'al), ce qui est à l'intérieur des valeurs de la distance de Hubble. Notons cependant que c'est avec la valeur moyenne des mesures indépendantes, lorsqu'elles existent, que la base de données NASA/IPAC calcule le diamètre d'une galaxie et qu'en conséquence le diamètre de NGC 5771 pourrait être d'environ 28,8 kpc (∼93 900 al) si on utilisait la distance de Hubble pour le calculer.
Selon E.L. Turner, les galaxies NGC 5771 et NGC 5773 forment une paire de galaxies rapprochées. La distance de Hubble de NGC 5773 est égale à 104,9 ± 7,3 pc, ce qui est comparable à celle de NGC 5771. Considérant les incertitudes de ces distances, il est probable que ces deux galaxies forment une paire réelle.